# Drome
Drome ist ein Ort im australischen Bundesstaat Western Australia. Er liegt 13,6 Kilometer von Albany entfernt am Albany Highway. Der Ort liegt im traditionellen Siedlungsgebiet des Aborigines-Stammes der Mineng.

## Geografie
Westlich und südlich des Ortes liegt Marbelup, östlich Willyung und nördlich Redmond und Green Valley.
Bis zum Hafen in Albany und der nächsten Küste sind es rund 15 Kilometer. Südwestlich von Drome befindet sich das Down Road Nature Reserve, zweieinhalb Kilometer im Süden der Albany Regional Airport.

## Bevölkerung
Der Ort Drome hatte 2016 eine Bevölkerung von 51 Menschen, davon 55,4 % männlich und 44,6 % weiblich.
Das durchschnittliche Alter in Drome liegt bei 49 Jahren, elf Jahre mehr als der australische Durchschnitt von 38 Jahren.